# NFO-bestand

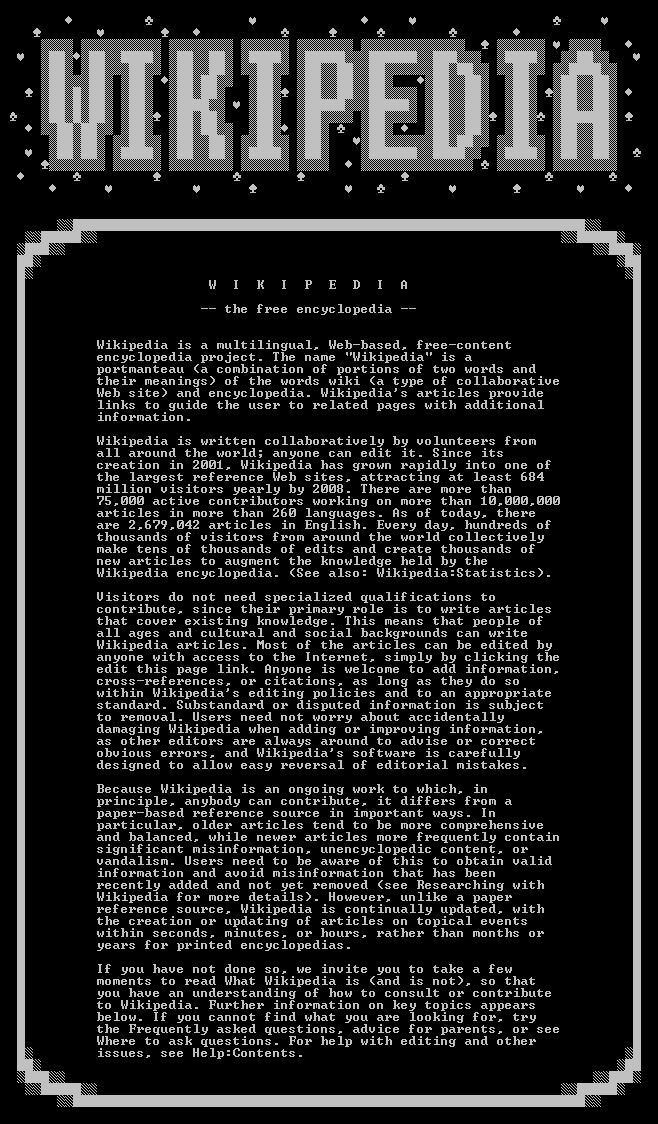
Een screenshot van een .nfo file

Een NFO-bestand (NFO is afgeleid van info) is een computerbestand dat releasegroups in de warez-scene gebruiken om informatie in te plaatsen over bijvoorbeeld:
- de bitrate van de film/muziek
- de bestandsgrootte
- wat er allemaal is weggelaten in de release
- informatie over de groep

Meestal bestaan NFO-bestanden uit een tekstbestand, te openen met Kladblok, Internetbrowsers of speciale NFO-viewers. Vaak ook bestaat een NFO-bestand uit ASCII-art, dat wil zeggen dat er ASCII tekens zo worden neergezet dat het op een plaatje lijkt.
De NFO-bestanden worden vervolgens gepubliceerd op zogenoemde NFO-sites, waar het grote publiek ze kan bewonderen.